# 岩本和真
岩本 和真（いわもと かずま、1988年12月20日 - ）は、北海道苫小牧市出身のプロアイスホッケー選手。ポジションはセンター。アジアリーグアイスホッケーの横浜GRITSに所属。
普段は株式会社HUBSUNで働いている。愛称は"カズマ"。

## 経歴
カナダ、アメリカ合衆国、H.C.栃木日光アイスバックスを経て、2021年7月3日にアジアリーグアイスホッケーの横浜GRITSに入団した。
オフの2022年5月31日にGRITSと契約を継続した。7月11日にはキャプテンに就任した。
2022-2023シーズンオフの2023年6月14日にGRITSと契約を継続した。
2023-2024シーズンオフの2024年5月24日にGRITSと契約を継続した。
2024-2025シーズンオフの2025年5月2日にGRITSと契約を継続した。

## 人物
王子製紙アイスホッケー部(現：レッドイーグルス北海道)でプレーしていた父親、雪印アイスホッケーでプレーしていた叔父の影響で6歳の時からアイスホッケーを始める。
趣味はゴルフ。